# Velipojë
Velipojë est une ville maritime d'Albanie située dans le district de Shkodër avec 5.545 habitants (2001).
Elle est située à l'embouchure du fleuve Buna.